# Mpenge (Muhoza)
Mpenge ist eine von vier Zellen (Verwaltungseinheiten 4. Ebene) im Sektor Muhoza des Distrikts Musanze in der Nordprovinz von Ruanda. Sie liegt im Stadtgebiet von Ruhengeri auf einer Höhe von etwa 1840 m. Nachbarzellen sind im Norden Rwebeya, im Nordosten Bukinanyana, im Südosten Cyabararika, im Süden Kigombe und im Westen Ruhengeri. Die Nordwestgrenze von Mpenge bildet die Nationalstraße 17, die sich im Westen mit der Nationalstraße 2 kreuzt, welche wiederum die Südwestgrenze der Zelle bildet.
In Mpenge befindet sich die Kathedrale Notre Dame de Fatima sowie das Stade Ubworoherane des Fußballvereins Musanze FC mit einer Kapazität für 4000 Personen.